# Simone Spur Petersen
Simone Spur Petersen (* 10. März 1994 in Guldborgsund, Dänemark) ist eine ehemalige dänische Handballspielerin, die zuletzt für den deutschen Bundesligisten SV Union Halle-Neustadt auflief.

## Karriere
Spur Petersen begann das Handballspielen bei Nykøbing Falster Håndboldklub. Nachdem die Rückraumspielerin anschließend für den FC Midtjylland Håndbold gespielt hatte, wechselte sie im Jahr 2012 zum dänischen Erstligisten FIF. Im darauffolgenden Jahr übernahm der neugegründete Verein København Håndbold die Erstligalizenz von FIF und den Spielervertrag von Spur Petersen. Für København Håndbold erzielte sie insgesamt 18 Treffer im EHF-Pokal 2013/14. Daraufhin kehrte sie zum Nykøbing Falster Håndboldklub zurück.
Spur Petersen wechselte am Jahresanfang 2016 zu Ajax København, für den sie bis zum Saisonende 2015/16 auflief. In der Saison 2016/17 stand Spur Petersen beim dänischen Zweitligisten Lyngby HK unter Vertrag, für den sie insgesamt 146 Treffer in 26 Spielen erzielte. Im Sommer 2017 wechselte sie zum deutschen Bundesligisten VfL Oldenburg. Nachdem Spur Petersen den Großteil der Saisonvorbereitung aufgrund einer Verletzung pausieren musste, wurde sie rechtzeitig zum Saisonauftakt wieder fit. Mit Oldenburg gewann sie 2018 den DHB-Pokal. Beim Finalerfolg gegen die SG BBM Bietigheim warf sie drei Tore. In der Bundesligaspielzeit 2017/18 erzielte sie 69 Treffer für Oldenburg. Im Sommer 2018 wurde ihr Vertrag in beiderseitigem Einvernehmen aufgelöst und sie unterschrieb einen Vertrag beim Ligakonkurrenten HSG Bensheim/Auerbach. Im April 2019 zog sich Spur Petersen im Training einen Kreuzbandriss zu, woraufhin sie anderthalb Jahre pausieren musste. Seit der Saison 2021/22 steht sie beim SV Union Halle-Neustadt unter Vertrag. Im Januar 2021 zog sie sich erneut eine Kreuzbandverletzung zu. Während ihrer Verletzungspause wurde sie schwanger. Daraufhin beendete sie ihre Karriere.